# High Speed! - Free! Starting Days
High Speed! - Free! Starting Days (ハイ☆スビード！ Hai supîdo!: Free! Starting Days?) es una película de animación japonesa dirigida por Yasuhiro Takemoto, basada en la novela ligera High Speed! (ハイ☆スピード! Hai Supīdo!?) de Kōji Ōji y estrenada en Japón el 5 de diciembre de 2015. Fue producida por el estudio de animación Kyoto Animation junto con la colaboración de Animation Do; y se centra en los primeros años de los personajes de Free!.

## Argumento
Cinco años antes del comienzo de la historia original, la vida de Haruka "Haru" Nanase quedó profundamente marcada por las experiencias vividas junto a sus amigos del club de natación durante la primaria. Sin embargo, al comenzar la escuela secundaria se encuentra con un mundo lleno de cambios y cosas nuevas que desconoce. Este hecho, sumado a la ausencia de Rin, hacen que para Haru ya nada sea lo mismo, a pesar de que su amigo Makoto siempre permanece a su lado apoyándolo. En esta nueva etapa, ninguno de los dos tiene claro si continuarán con la natación y aparecen en sus vidas dos estudiantes cuyas personalidades no podrían ser más opuestas: el frío Ikuya Kirishima y el alegre Asahi Shiina. ¿Lograrán estos cuatro jóvenes vencer sus propias batallas personales y formar un equipo como el de antaño?

## Reparto
- Nobunaga Shimazaki como Haruka Nanase (七瀬 遥 Nanase Haruka?): Haru es un estudiante de primer año con un profundo amor hacia el agua y poseedor de un talento innato para la natación, sin embargo, su personalidad reservada y seria muchas veces le privan de relacionarse abiertamente con los demás.
- Tatsuhisa Suzuki como Makoto Tachibana (橘 真琴 Tachibana Makoto?): Makoto es el mejor amigo de Haru, por quien siempre se preocupa profundamente. Amable y de corazón gentil, su estilo de natación es espalda.
- Kōki Uchiyama como Ikuya Kirishima (桐嶋 郁弥 Kirishima Ikuya?): Es un estudiante de primer año y hermano menor del capitán del equipo de natación de la escuela, Natsuya Kirishima. Se muestra como alguien frío y callado, pero su personalidad es en realidad sensible y frágil.[4]
- Toshiyuki Toyonaga como Asahi Shiina (椎名 旭 Shiina Asahi?): Es un estudiante de primer año con una personalidad extravagante y alegre. Siempre deseo unirse al club de natación y su sueño es convertirse en capitán del equipo.
- Kenji Nojima como Natsuya Kirishima (桐嶋 夏也 Kirishima Natsuya?): Es un estudiante de tercer año y capitán del equipo de natación de la Secundaria Iwatobi. Es hermano mayor de Ikuya Kirishima.
- Satoshi Hino como Nao Serizawa (芹沢 尚 Serizawa Nao?): Es un estudiante de tercer año y representante del equipo de natación de la Secundaria Iwatobi.
- Satomi Satō como Nagisa Hazuki (葉月 渚 Hazuki Nagisa?): Es un estudiante de sexto año de la Escuela Primaria Iwatobi. Asiste junto a sus amigos Haru y Makoto al Club de Natación Iwatobi.
- Mamoru Miyano como Rin Matsuoka (松岡 凛 Matsuoka Rin?): Rin nadó en la carrera de relevos del Club de Natación Iwatobi junto a Haru, Makoto y Nagisa. Al finalizar la escuela primaria, se trasladó a Australia para estudiar en una academia de natación y así poder comenzar a construir su sueño de convertirse en nadador olímpico.
- Yoshimasa Hosoya como Sousuke Yamazaki (山崎 宗介 Yamazaki Sōsuke?): Es un estudiante de primer año y mejor amigo de Rin.
- Daisuke Hirakawa como Rei Ryūgazaki (竜ヶ崎 怜 Ryūgazaki Rei?): Es un estudiante de sexto año con un apasionado amor por la lectura.

## Lanzamiento
La película fue lanzada en Blu-ray/DVD a principios de 2016, y cuenta con bonus extra de la animación.